# Zorika Zarzycka
Zorika Zarzycka, właśc. Zofia Zbiegień (ur. 25 maja 1924 w Pomiechówku, zm. 7 kwietnia 2018 w Warszawie) – polska aktorka, II reżyserka, członkini Stowarzyszenia Filmowców Polskich. 

## Życiorys

### Młodość i wykształcenie
Zofia Zbiegień przyszła na świat w rodzinie o ziemiańsko-wojskowych tradycjach. Gdy miała 2 miesiące, jej ojciec zginął podczas manewrów wojskowych. Dzieciństwo spędziła w Rembertowie, Przemyślu i Wilnie, wychowywana przez matkę oraz ojczyma. W młodości interesowała się sportem; jeździła na nartach i konno oraz pływała.  W czasie II wojny światowej uczęszczała na tajne komplety. Walczyła w powstaniu warszawskim. Po zakończeniu wojny zdała maturę i rozpoczęła studia na Uniwersytecie Jagiellońskim w Krakowie na kierunkach anglistyka oraz filozofia. Następnie podjęła edukację w Państwowej Wyższej Szkole Aktorskiej w Krakowie. 

### Kariera aktorska
Jako aktorka teatralna była aktywna w latach 1947–1954. Zadebiutowała w Teatrze Domu Wojska Polskiego w Warszawie, do którego została zaangażowana przez Janusza Warneckiego. W 1947 została tam obsadzona w sztukach „Żołnierz Królowej Madagaskaru” i „Siedem śmiechów głównych”. Występowała również w Ludowym Teatrze Muzycznym w Warszawie („Skalmierzanki, czyli Jaśniepańskie zaloty”, 1949) i na deskach Teatru Muzycznego w Łodzi. Po zakończeniu kariery teatralnej przyjmowała role epizodyczne w filmach. 

### Reżyseria filmowa
Zorika Zarzycka przygodę z filmem rozpoczęła w 1951 roku, kiedy została zaangażowana jako pomoc choreografa, Feliksa Parnella, do filmu Aleksandra Forda „Młodość Chopina”. Następnie rozpoczęła pracę w Wytwórni Filmów Fabularnych we Wrocławiu. Karierę w pionie reżyserskim rozpoczęła filmem Jana Fethkego „Irena do domu!” (1955), na planie którego pełniła funkcję sekretarki planu. W następnych latach obejmowała na planie kolejnych produkcji filmowych i telewizyjnych role „asystenta reżysera”, „współpracy reżyserskiej”, „II reżysera”. W ciągu 50 lat aktywności zawodowej pracowała na planie ponad 70 filmów, seriali i widowisk telewizyjnych. Współpracowała m.in. z Jackiem Bromskim, Feliksem Falkiem, Andrzejem Wajdą, Kazimierzem Kutzem. 

## Wybrana filmografia[2]
| Rok       | Tytuł                   | Funkcja               |
| --------- | ----------------------- | --------------------- |
| 1955      | Irena do domu!          | Sekretariat planu     |
| 1963      | Żona dla Australijczyka | Asystent reżysera     |
| 1974      | Awans                   | Współpraca reżyserska |
| 1976      | Smuga cienia            | Reżyser II            |
| 1981      | Był jazz                | Reżyser II            |
| 1985      | C.K. Dezerterzy         | Współpraca reżyserska |
| 1988-1990 | W labiryncie            | Współpraca reżyserska |
| 1996      | Dzieci i ryby           | Współpraca reżyserska |
| 1998      | Matki, żony i kochanki  | Reżyser II            |

## Nagrody, wyróżnienia i odznaczenia[5]
- 2014: Złoty Medal Zasłużony Kulturze – Gloria Artis.
- 2016: Nagroda Stowarzyszenia Filmowców Polskich za wybitne osiągnięcia artystyczne i wkład w rozwój polskiej kinematografii.